# 三田尚央
三田 尚央（みた ひさお、1991年5月20日 - ）は、栃木県足利市出身の元サッカー選手。ポジションはミッドフィールダー（MF）及びフォワード（FW）。東洋大学国際地域学部卒。

## 来歴
栃木県で育つも、2007年に越境でFC東京U-18へ加入した。同年、東京都選抜の一員として国体で優勝を経験。登録上はFWだったが、同期のFW重松健太郎との併用のためにMF（サイドハーフ）に配された。コーチ有馬賢二の親身な指導を受けて成長し、2009年のJリーグユース選手権大会では重松を上回るハイペースで得点を量産。決勝戦でも追加点を挙げてチームの優勝に貢献し、同大会の得点王に輝いた。
2010年から東洋大学に進学し、サッカー部に所属。FWとして先輩の野崎桂太とポジションを争いつつ、鋭い突破を武器とするサイドアタッカーとしても活躍。チームの攻撃の核となった。
2013年冬、恩師有馬のJ3リーグ・横浜スポーツ&カルチャークラブ監督就任を知り、同クラブのセレクション受検を決意。2014年に加入し、チーム3位タイとなるリーグ戦32試合に出場するも、この年限りでの現役引退を表明。

## 所属クラブ
- 1998年 - 2003年 金太郎JYC[9]
- 2004年 - 2006年 足利両毛ユナイテッドFC[9]
- 2007年 - 2009年 FC東京U-18 (東京都立砂川高等学校[11])
- 2010年 - 2013年 東洋大学体育会サッカー部
- 2014年 横浜スポーツ&カルチャークラブ

## 個人成績
| 国内大会個人成績 | 国内大会個人成績 | 国内大会個人成績 | 国内大会個人成績 | 国内大会個人成績 | 国内大会個人成績 | 国内大会個人成績 | 国内大会個人成績 | 国内大会個人成績 | 国内大会個人成績 | 国内大会個人成績 | 国内大会個人成績 |
| 年度             | クラブ           | 背番号           | リーグ           | リーグ戦         | リーグ戦         | リーグ杯         | リーグ杯         | オープン杯       | オープン杯       | 期間通算         | 期間通算         |
| 年度             | クラブ           | 背番号           | リーグ           | 出場             | 得点             | 出場             | 得点             | 出場             | 得点             | 出場             | 得点             |
| 日本             | 日本             | 日本             | 日本             | リーグ戦         | リーグ戦         | リーグ杯         | リーグ杯         | 天皇杯           | 天皇杯           | 期間通算         | 期間通算         |
| ---------------- | ---------------- | ---------------- | ---------------- | ---------------- | ---------------- | ---------------- | ---------------- | ---------------- | ---------------- | ---------------- | ---------------- |
| 2014             | YS横浜           | 18               | J3               | 32               | 1                | -                | -                | 2                | 1                | 34               | 2                |
| 通算             | 日本             | 日本             | J3               | 32               | 1                | -                | -                | 2                | 1                | 34               | 2                |
| 総通算           | 総通算           | 総通算           | 総通算           | 32               | 1                | 0                | 0                | 2                | 1                | 34               | 2                |

- 2014年3月9日：Jリーグ初出場 - J3第1節 vsブラウブリッツ秋田 (三ツ沢公園球技場)
- 2014年6月15日：Jリーグ初得点 - J3第16節 vsブラウブリッツ秋田 (秋田市八橋運動公園球技場)

## タイトル
- 国民体育大会サッカー競技 (2007年)
- Jリーグユース選手権大会 (2007年、2009年)
- 関東プリンスリーグ (2008年、2009年)
- 日本クラブユースサッカー選手権 (U-18)大会 (2008年)
- 関東大学リーグ2部 (2012年)

### 個人
- Jリーグユース選手権大会 得点王 (2009年)